# 暹罗博物馆
暹罗博物馆是位于泰国曼谷沙南猜路的探索博物馆。该博物馆于2007年在原商务部大楼内成立。 它的创建是为了教授泰国人民的民族认同和历史，以及他们与邻近文化的关系。博物馆的座右铭是“玩耍+学习=เพลิน（泰语中『快乐』的意思）”，通过一系列的互动展品展示了泰国从过去到现在的发展历程。

## 建筑
该博物馆建筑最初是在国王瓦栖拉兀（拉玛六世，1910-1925 年）统治时期建造的，作为商业部的办公室。这片土地以前属于一座宫殿，是拉玛三世国王的几个儿子的住所。该建筑采用新古典主义风格，由意大利建筑师Mario Tamagno与工程师 EG Gollo 和另一位建筑师 Guadrelli 合作设计，装饰元素由 Vittorio Novi 设计，於1921年至1922年施工，並於2006年获得ASA 建筑保护奖，是注册古迹。
于 2020 年启用的沙南猜站位于博物馆正前方。

## 展品

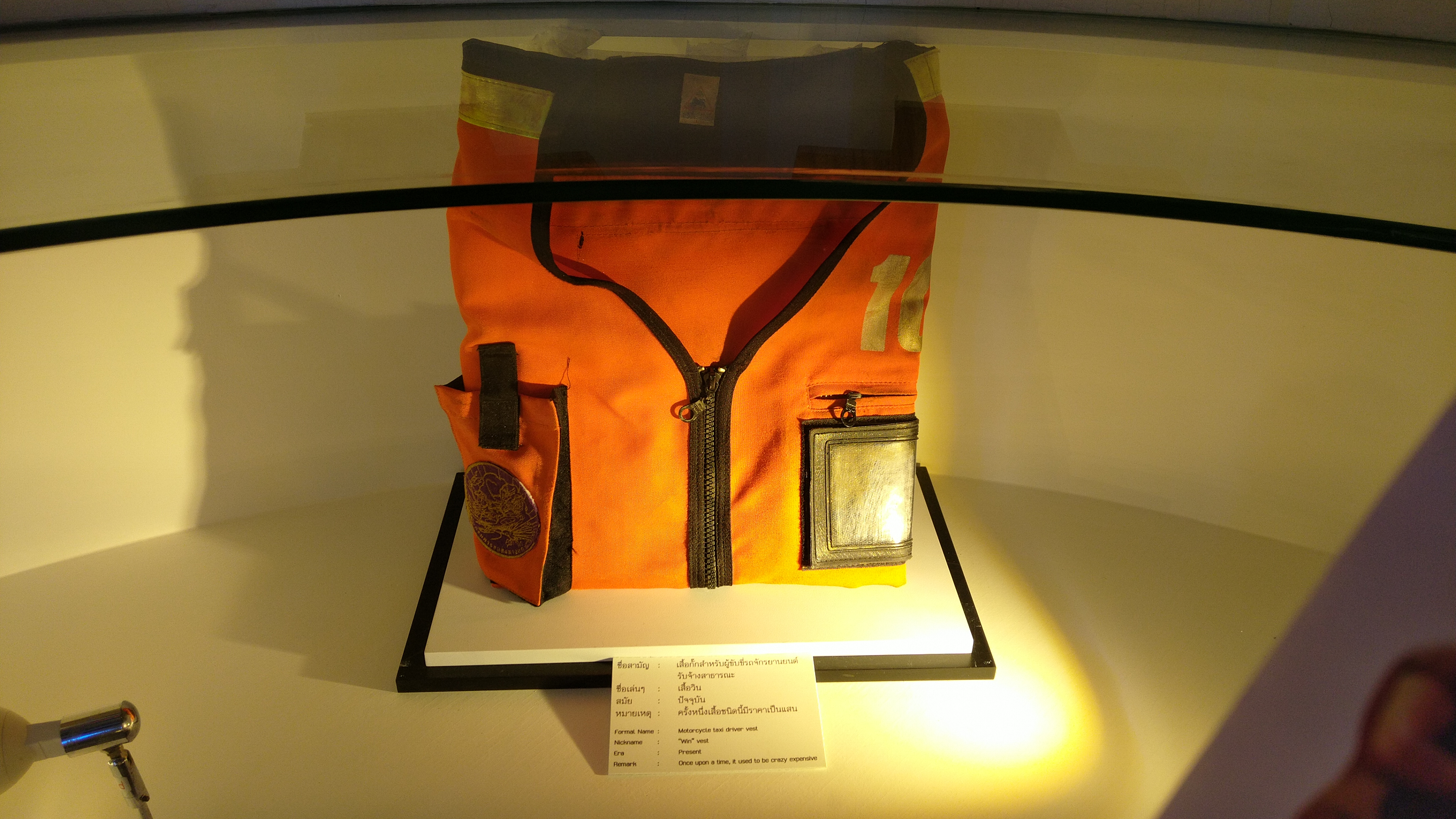
博物馆展出泰国摩托车手常穿的背心

博物馆最初的永久展览名为《泰国随笔》 （ ），通过各个方面探索泰国的历史。
博物馆的每个房间都包含不同的主题，例如“典型的泰国”、“曼谷”、“新大城”、“乡村生活”、“变化”、“政治与通讯”、“泰国与世界”、“今天的泰国》、“明天的泰国”、“素万那普简介”、“素万那普”、“佛教”、“大城府的建立”、“暹罗”和“作战室”，还有一个地图室和一个沉浸式剧院，配有长长的全景屏幕，播放有关泰国历史的电影。 博物馆还设有临时展览和学习活动。
博物馆题为“解码泰国”（ถอดรหัสไทย）的第二个永久展览于2017年推出，旨在解构泰国风情的含义，更面向年轻族群。